# Jules Reimerink
Jules Reimerink (* 30. September 1989 in Oldenzaal) ist ein niederländischer Fußballspieler, der zurzeit bei TuS Bersenbrück spielt.
In seiner bisherigen Karriere spielte er unter anderem in der 2. Bundesliga für Energie Cottbus – er spielte für die Lausitzer in 49 Zweitligaspielen und schoss dabei zwei Tore – sowie in der Eredivisie für VVV-Venlo und für Go Ahead Eagles Deventer. Des Weiteren war er niederländischer Nachwuchsnationalspieler.

## Karriere

### Im Verein
Reimerink ist ein Spieler im offensiven Mittelfeld. Er hatte seine Karriere als Jugendspieler bei Quick ’20 begonnen, bevor er 2001 zum FC Twente wechselte. 2008 unterzeichnete er bei Twente einen Profivertrag, kam jedoch nie in der Ehrendivision zum Einsatz. In der Winterpause 2008/09 wurde Reimerink an Go Ahead Eagles in die Eerste Divisie ausgeliehen und bestritt dort bis zum Ende der Saison 2009/10 insgesamt 38 Ligaspiele, in denen er sieben Tore erzielte.
Für die Saison 2010/11 wechselte Reimerink in die zweithöchste Fußball-Liga Deutschlands und unterschrieb einen Vertrag über eine Laufzeit von vier Jahren beim FC Energie Cottbus. In seinem ersten Jahr unter Trainer Claus-Dieter Wollitz zeigte er gute Leistungen. Nachdem er in der Saison 2011/12 unter Wollitz' Nachfolger Rudi Bommer weniger gespielt hatte, wurde sein noch zwei Jahre laufender Vertrag im aufgelöst.
Er wechselte für die Saison 2012/13 wieder in die Niederlande und unterschrieb einen Dreijahresvertrag beim VVV-Venlo aus der höchsten niederländischen Fußball-Liga. In seiner ersten Saison fiel Reimerink wegen einer Knöchelverletzung sowie wegen einer Verletzung am Innenband lange aus. Zum Ende der Saison musste der VVV-Venlo als Tabellen-17. in die Auf-und-Abstiegs-Play-offs und schied dort im Halbfinale gegen Reimerinks ehemaligen Verein Go Ahead Eagles Deventer aus, was gleichbedeutend mit dem Abstieg aus der Eredivisie war. In der Saison 2013/14 – nun in der zweiten Liga – kam Reimerink endlich an und erkämpfte sich einen Stammplatz als rechter Außenstürmer. Mit sieben Toren und fünf Vorlagen hatte er Anteil an der Qualifikation der Venloer an den Auf-und-Abstiegs-Play-offs. Dort schied der Verein allerdings – trotz eines Tores von Reimerink im Rückspiel – im Halbfinale gegen den FC Dordrecht aus und verpasste somit den Wiederaufstieg.
Für die Saison 2014/15 wechselte er daraufhin zum Erstligisten Go Ahead Eagles Deventer, für den er schon in seiner Jugend gespielt hatte, und stieg mit dem Verein am Saisonende ab. Reimerink war bei seinem Jugendverein über weite Strecken der Saison Stammspieler und kam dabei hauptsächlich als rechter Außenstürmer zum Einsatz.
Obwohl Reimerink auch Angebote aus höheren Fußballligen erhalten hatte, wechselte er – auch aus privaten Gründen – für die Saison 2015/16 in die viertklassige Regionalliga West zum FC Viktoria Köln. Bei den Kölnern war er Stammspieler und kam über weite Strecken der Saison als linker Außenstürmer zum Einsatz. Mit zehn Toren trug Reimerink zum dritten Tabellenplatz des Vereins bei. Zudem erreichte er mit Viktoria Köln die zweite Runde des DFB-Pokals, nachdem man in der ersten Runde Union Berlin rauswarf. Beim Sieg gegen den damaligen Zweitligisten hatte Reimerink den 2:1-Siegtreffer erzielt. Nach der Saison verließ er den Verein.
Reimerink wollte in der 3. Liga spielen; im Juni 2016 verpflichtete ihn der VfL Osnabrück. Er erhielt einen Zweijahresvertrag. Bei den Osnabrückern gehörte Reimerink über weite Strecken der Saison 2016/17 zu den Stammspielern und wurde dabei anfänglich hauptsächlich als linker Außenstürmer eingesetzt, später vermehrt als linker Mittelfeldspieler, gehörte allerdings in den letzten drei Saisonspielen nicht zum Spieltagskader. Auch in der Saison 2017/18 war er größtenteils Teil der Stammformation und wurde dabei abwechselnd als rechter Mittelfeldspieler, als linker Außenstürmer oder als linker Mittelfeldspieler eingesetzt. Mit den Osnabrückern nahm Reimerink in dieser Saison zudem am DFB-Pokal teil und erreichte mit seiner Mannschaft die zweite Runde, wo der 1. FC Nürnberg Endstation bedeutete. Im Sommer 2018 wechselte er zu den Sportfreunden Lotte aus der nordrhein-westfälischen Nachbarstadt Lotte. In seiner ersten Saison spielte Reimerink in lediglich 19 Partien und stieg mit den Lottern in die Regionalliga West ab. Auf dieselbe Anzahl an Spielen kam er auch in der Saison 2019/20, wobei die Spielzeit in der Regionalliga West aufgrund der COVID-19-Pandemie abgebrochen wurde.
Im Sommer 2020 wechselte Reimerink zu seinem Jugendverein Quick ’20 aus der vierten Liga in den Niederlanden. Nach einem Jahr schloss er sich dem niedersächsischen Oberligisten TuS Bersenbrück an.

### Nationalmannschaft
Zwischen 2007 und 2009 kam Reimerink in der niederländischen U-19-Auswahl zehnmal zum Einsatz und erzielte dabei zwei Tore. 2010 wurde er einmal in den U-21-Kader seines Landes berufen.

## Sonstiges
Reimerink, der Fan vom FC Twente Enschede ist, lebt in seinem Geburtsort Oldenzaal und pendelt daher zwischen seinem Wohnort und Bersenbrück.